# Przestrzeń rozproszona
Przestrzeń rozproszona – przestrzeń topologiczna o tej własności, że każdy jej domknięty podzbiór zawiera gęsty podzbiór złożony z punktów izolowanych. Za motywacje do rozważań przestrzeni o tych własnościach można uznać badania Georga Cantora nad zbieżnością szeregów Fouriera. Dla przestrzeni rozproszonych {\displaystyle X} definiuje się tzw. szerokość Cantora-Bendixsona przestrzeni rozproszonej poprzez indukcję pozaskończoną. Niech:
{\displaystyle X^{(0)}=X,}
{\displaystyle X^{(\alpha +1)}=(X^{(\alpha )})',} gdzie {\displaystyle (X^{(\alpha )})'} oznacza operację brania pochodnej zbioru {\displaystyle X^{(\alpha )},}
{\displaystyle X^{(\alpha )}=\bigcap _{\beta <\alpha }X^{(\beta )},}
gdy {\displaystyle \alpha } jest graniczną liczbą porządkową. W przypadku przestrzeni rozproszonych ciąg taki (numerowany liczbami porządkowymi) stabilizuje się. Najmniejszą liczbę porządkową {\displaystyle \alpha (X)} taką, że
{\displaystyle X^{(\alpha (X))}=\varnothing }
nazywa się szerokością Cantora-Bendixsona przestrzeni rozproszonej {\displaystyle X.} Jeśli {\displaystyle X} jest ponadto przestrzenią zwartą, to liczba {\displaystyle \alpha (X)} jest następnikowa, to znaczy jest ona postaci {\displaystyle \alpha (X)=\beta +1} dla pewnej liczby porządkowej {\displaystyle \beta .} Zbiór {\displaystyle X^{(\beta )}} jest skończony. Klasyczne twierdzenie Mazurkiewicza-Sierpińskiego mówi, że jeżeli {\displaystyle X} jest przeliczalną, zwartą przestrzenią rozproszoną, to przestrzeń {\displaystyle X} jest jednacznonie wyznaczona przez liczbę {\displaystyle \beta ,} gdzie {\displaystyle \alpha (X)=\beta +1} oraz (skończoną) liczbę elementów zbioru {\displaystyle X^{(\beta )}.} Dokładniej, jeśli {\displaystyle |X^{(\beta )}|=n,} to {\displaystyle X} jest homeomorficzna z przestrzenią
{\displaystyle \omega ^{\beta }\cdot n+1}
z topologią porządkową.
Pod założeniem diamentu Jensena, Adam Ostaszewski podał przykład doskonale normalnej, przeliczalnie zwartej, rozproszonej i zerowymiarowej topologii na zbiorze {\displaystyle \omega _{1}} takiej że dla ustalonej niezerowej liczby naturalnej {\displaystyle n,} wymiar pokryciowy przestrzeni = wymiar induktywny przestrzeni = {\displaystyle n.} Ponadto, wymiar pokryciowy uzwarcenia jednopunktowego tej przestrzeni jest równy zero.